# Jesse Tobias
Jesse Tobias (nascido em 01 de abril de 1972) é um músico, compositor e produtor musical do Texas, de origem mexicana. É o guitarrista e co-escritor de Morrissey desde 2004. Ele ganhou notoriedade quando se tornou guitarrista da banda de rock norte-americana Red Hot Chili Peppers, em 1993, embora ele fosse substituído por Dave Navarro um mês depois de entrar na banda. Antes de se juntar ao Chili Peppers, ele brevemente tocou com a banda Mother Tongue. Depois disso, ele tocou para Alanis Morissette.

## Biografia
Depois de ter sua oferta rejeitada por Dave Navarro, em 1992, para se tornar o substituto de John Frusciante, o Red Hot Chili Peppers contratou o guitarrista Arik Marshall para terminar a  turnê mundial  do álbum Blood Sugar Sex Magik. Assim que a turnê terminou, a banda sentiu que não havia uma boa ligação entre ele e o grupo no processo de composição e gravação com Marshall e ele foi demitido. Pouco depois, o cantor Anthony Kiedis conheceu Tobias quando ele estava tocando com sua banda, Mother Tongue, em uma boate local. Kiedis sentiu que Tobias tinha o que a banda estava procurando e depois de meses de audições (em que a banda colocou um anúncio no jornal), Tobias se tornou o novo guitarrista do Red Hot Chili Peppers. A revista Rolling Stone dedicou um grande  artigo para o novo guitarrista do Red Hot Chili Peppers. Jesse e os Peppers começaram a escrever para o próximo álbum, no entanto, mesmo a banda achando que Jesse era um grande guitarrista, não existia uma química musical entre Jesse e os outros três membros, especialmente com o baixista Flea. Neste momento, Dave Navarro,  ficou disponível e a banda fez a dolorosa decisão de mandar Jesse embora, com Kiedis dizendo que isso teria acontecido independentemente de Navarro ter ficado disponível. A banda se sentiu mal, porque eles tiraram Tobias de uma banda que ele tinha acabado de entrar só para ele ficar um mês no RHCP para ter de demiti-lo um mês depois de sua chegada.

### Pós Red Hot Chili Peppers
Tobias tocou dois anos depois com Alanis Morissette e seria seu guitarrista  na turnê de seu álbum Jagged Little Pill. Enquanto ele estava em turnê com Morissette em 1996, ele conheceu Angie Hart cuja banda Frente! abriu um show de Morissette. Os dois se casaram em 1997 e mudaram-se para Los Angeles. Tobias continuou a trabalhar como músico de estúdio, guitarrista de turnê e outros trabalhos fora da indústria musical. A dupla formou sua própria banda, Splendid, que lançou um álbum em 1999. O lançamento do álbum foi amplamente recebido apenas na Austrália  e  o conhecimento americano da banda foi em grande parte devido à sua associação com Joss Whedon, criador da  Buffy the Vampire Slayer. Tobias foi creditado como produtor  e nos arranjos de música em Once More, With Feeling, episódio musical da sexta temporada do programa de Whedon. Hart e Tobias se divorciaram no início de 2005.
Em 2006, Tobias tocou no álbum de  Morrissey, Ringleader of the Tormentors e participou da turnê do álbum. Mais recentemente, ele participou na escrita de músicas com Morrissey, incluindo o single  "All You Need Is Me". Em 2009, Tobias tocou guitarra na turnê do álbum Years of Refusal  de Morrissey .